# Demianicze
Demianicze (biał. Дзяменічы, Dziamieniczy; ros. Деменичи, Diemieniczi) – wieś na Białorusi, w obwodzie brzeskim, w rejonie żabineckim, w sielsowiecie Chmielewo.

## Historia
W XIX i w początkach XX w. wieś, majątek ziemski i chutor położone w Rosji, w guberni grodzieńskiej, w powiecie brzeskim, w gminie Turna. Majątek był własnością hr. Grabowskich. Znajdowała się tu kaplica katolicka, będąca filią parafii Świętej Trójcy w Czernawczycach, w 1880 już nieistniająca.
W dwudziestoleciu międzywojennym wieś i kolonia leżące w Polsce, w województwie poleskim, w powiecie brzeskim, w gminie Turna. W 1921 wieś liczyła 368 mieszkańców, zamieszkałych w 58 budynkach, w tym 359 Polaków i 9 Białorusinów. Kolonia liczyła zaś 68 mieszkańców, zamieszkałych w 10 budynkach, wyłącznie Białorusinów. Wszyscy mieszkańcy obu miejscowości byli wyznania prawosławnego.
Po II wojnie światowej w granicach Związku Sowieckiego. Od 1991 w niepodległej Białorusi.